# Matucana aurantiaca
Matucana aurantiaca ist eine Pflanzenart in der Gattung Matucana aus der Familie der Kakteengewächse (Cactaceae). Das Artepitheton aurantiacus stammt aus dem Lateinischen, bedeutet ‚orange‘ und verweist auf die Blütenfarbe der Art.

## Beschreibung
Matucana aurantiaca wächst meist einzeln und ist nur selten von der Basis aus verzweigt. Die kugelförmigen bis breit zylindrischen, grünen bis dunkelgrünen Triebe erreichen bei Durchmessern von 15 Zentimetern Wuchshöhen von bis zu 35 Zentimeter (selten bis 50 Zentimeter). Es sind 13 bis 19 breite Rippen vorhanden, die aus sechseckigen Höckern bestehen. Die unterschiedlichen, geraden, gelblichen braunen Dornen vergrauen im Alter. Die etwa neun Mitteldornen sind 2 bis 7 Zentimeter lang. Die zwölf bis 20 Randdornen weisen eine Länge von 0,5 bis 4 Zentimeter auf.
Die orangeroten bis roten Blüten sind 7 bis 9 Zentimeter lang und erreichen Durchmesser von 5 bis 7 Zentimeter. Ihre Blütenhüllblätter sind violett gerandet, die Blütenmündung ist leicht schief bis gerade. Der Durchmesser der kugelförmigen grünen Früchte beträgt bis zu 2 Zentimeter.

## Verbreitung, Systematik und Gefährdung
Matucana aurantiaca ist in den peruanischen Regionen Ancash, La Libertad, Cajamarca und eventuell Piura in Höhenlagen von 2000 bis 3700 Metern verbreitet.
Die Erstbeschreibung als Echinocactus aurantiacus erfolgte 1913 durch Friedrich Karl Johann Vaupel. Franz Buxbaum stellte die Art 1973 in die Gattung Matucana. Weitere nomenklatorische Synonyme sind Arequipa aurantiaca (Vaupel) Werderm. (1939), Borzicactus aurantiacus (Vaupel) Kimnach & Hutchison (1957) und Submatucana aurantiaca (Vaupel) Backeb. (1959)..
Es werden folgende Unterarten unterschieden:
- Matucana aurantiaca subsp. aurantiaca
- Matucana aurantiaca subsp. currundayensis (F.Ritter) Mottram
- Matucana aurantiaca subsp. fruticosa (F.Ritter) Mottram
- Matucana aurantiaca subsp. hastifera (F.Ritter) Mottram
- Matucana aurantiaca subsp. polzii (Diers, Donald & Zecher) Mottram

In der Roten Liste gefährdeter Arten der IUCN wird die Art als „Least Concern (LC)“, d. h. als nicht gefährdet geführt.

## Nachweise